# Siget in der Wart
Siget in der Wart (ungarisch Őrisziget) ist eine Ortschaft und Katastralgemeinde der Marktgemeinde Rotenturm an der Pinka im Bezirk Oberwart im Burgenland.

## Lage
Das Breitangerdorf am Zickenbach liegt südöstlich von Oberwart.

## Geschichte
Der Ort wurde um 1352/1355 urkundlich genannt und war anfänglich eine Siedlung von freien ungarischen Bogenschützen, welche im 14. Jahrhundert in den Kleinadelstand gehoben wurden.

## Bebauung
Am Bachanger stehen in lockerer Reihung Haken-, Streck- und Zwerchhakenhöfe, vielfach mit Lauben.

## Kultur und Sehenswürdigkeiten

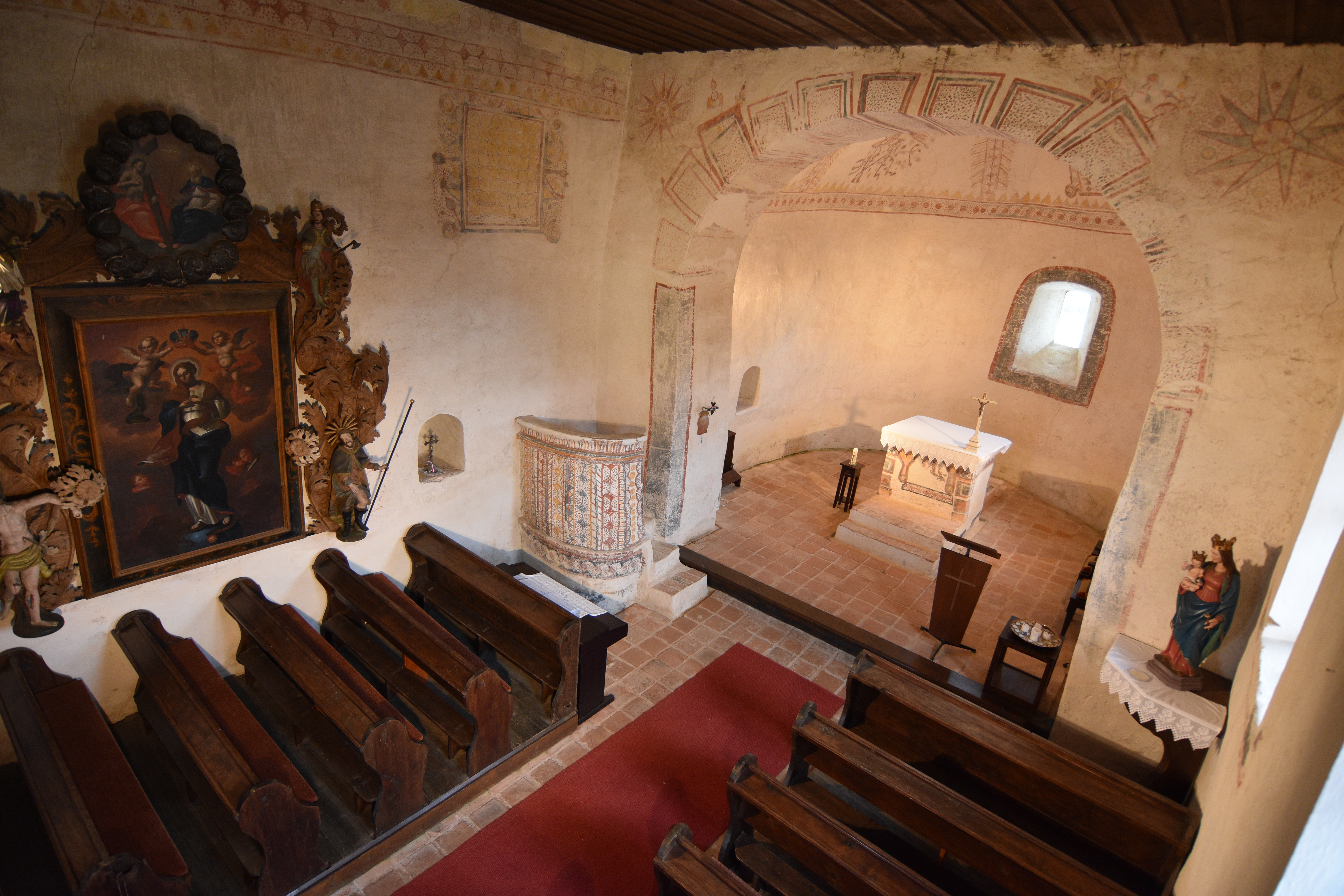
Der Innenraum der katholischen Kirche

- Evangelische Pfarrkirche Siget in der Wart
- Katholische Filialkirche Siget in der Wart hl. Ladislaus